# Кеворк Мардікян
Кеворк Мардікян (альтернативна вимова Кіфорк Мардекян, араб. كيفورك مارديكيان, вірм. Գէորգ Մարտիկեան, нар. 14 липня 1954, Латакія) — сирійський футболіст вірменського походження, який грав на позиції півзахисника. Відомий за виступами в клубі «Аль-Джаїш» з Дамаска та у складі збірної Сирії. По закінченні виступів на футбольних полях — сирійський футбольний тренер.

## Кар'єра гравця
На клубному рівні Кеворк Мардікян грав за «Хуттін» з Латакії та «Аль-Джаїш» з Дамаска. За час виступів на футбольних полях був не лише одним із футболістів основного складу команди, а й одним із кращих бомбардирів, у 1978 році став кращим бомбардиром чемпіонату Сирії. Вважається одним із кращих футболістів Сирії всіх часів.

## Виступи за збірну
У 1979 році Кеворк Мардікян дебютував у складі національної збірної Сирії. У 1980 році футболіст грав у складі збірної на Олімпійських іграх у Москві, де сирійська збірна не зуміла вийти з групи. У цьому ж році Мардікян грав у складі збірної на Кубку Азії, у 1984 році він вдруге у складі збірної грав у фінальній частині Кубка Азії. Завершив виступи у збірній у 1985 році.

## Кар'єра тренера
Після завершення виступів на футбольних полях Кеворк Мардікян став футбольним тренером. У 1997 році Мардікян очолював національну збірну Сирії. Надалі колишній футболіст очолив збірну Сирії віком до 20 років, та вивів її до фінальної частини молодіжного чемпіонату світу 2005 року. Надалі Кеворк Мардікян очолював юнацьку збірну Сирії віком гравців до 17 років.

## Особисте життя
Син Кеворка Мардікяна Мардік Мардікян також є сирійським футболістом, який грав за збірну Сирії.